# Lalanneia mirabilis
Lalanneia mirabilis là một loài bướm đêm thuộc phân họ Arctiinae, họ Erebidae.